# Tiny Pretty Things
Tiny Pretty Things è una serie televisiva statunitense, prodotta da Michael MacLennan e tratta dall'omonimo romanzo di Sona Charaiporta e Dhonielle Clayton. 
Si tratta di una serie originale di Netflix, interamente pubblicata sulla piattaforma il 14 dicembre 2020.

## Trama
Nella Archer School of Ballet dopo un tentato omicidio Neveah entra al posto della vittima ricoverata in ospedale. È tutto in fermento per il nuovo spettacolo del coreografo Ramon Costa in collaborazione con la scuola.

## Episodi
| Stagione       | Episodi | Pubblicazione USA | Pubblicazione Italia |
| -------------- | ------- | ----------------- | -------------------- |
| Prima stagione | 10      | 2020              | 2020                 |

## Personaggi e interpreti

### Principali
- Brennan Clost interpreta Shane McRae, un ballerino gay che ha una relazione segreta con il suo coinquilino;
- Barton Cowperthwaite interpreta Oren Lennox, un ballerino che ha un disturbo alimentare, oltre a essere il coinquilino di Shane e ad avere una segreta relazione con lui;
- Bayardo De Murguia interpreta Ramon Costa, uno dei migliori coreografi del mondo;
- Damon J. Gillespie interpreta Caleb Wick, un ballerino che ha una relazione segreta con la direttrice della Archer School of Ballet;
- Kylie Jefferson interpreta Neveah Stroyer, una ballerina di Inglewood, California a cui è stata data una borsa di studio per frequentare la Archer School of Ballet dopo che una studentessa della scuola è caduta dal tetto ed è andata in coma;
- Casimere Jollette interpreta  Elizabeth "Bette" Whitlaw, una ballerina che vive nell'ombra di sua sorella maggiore, Delia, la ragazza di Ramon; Bette è la ragazza di Oren
- Anna Maiche interpreta Cassie Shore, la ballerina che cade dal tetto ed è in coma;
- Daniela Norman interpreta June Park, la precedente coinquilina di Cassie, diventata poi coinquilina di Neveah;
- Michael Hsu Rosen interpreta Nabil Limyadi, un ballerino francese musulmano, nonché coinquilino di Caleb e ragazzo di Cassie;
- Tory Trowbridge interpreta Delia Whitlaw, la sorella maggiore di Bette, laureata alla Archer School of Ballet; convive con Costas ed è considerata una stella nascente del ballo;
- Jess Salgueiro interpreta Isabel Cruz, un ufficiale di polizia del Dipartimento di polizia di Chicago che indaga sul caso di Cassie;
- Lauren Holly interpreta Monique DuBois, la direttrice dell'Archer School of Ballet di Chicago, Illinois, che ha una relazione segreta con Caleb.
- Shaun Benson interpreta Topher Brooks, il maestro di balletto alla Archer School of Ballet;
- Morgan Kelly interpreta Alan Renfrew, il capo di medicina sportiva della Archer School of Ballet e marito di Topher.

### Secondari
- Alexandra Bokyun Chun interpreta Maricel Park, la mamma di June;
- Michelle Nolden interpreta Katrina Whitlaw, la mamma di Bette e Delia che è parte del comitato esecutivo della Archer School of Ballet;
- Paula Boudreau interpreta Selena Covey, la segretaria di Monique;
- Jessica Greco interpreta Torri Fuller, il supervisore dei dormitori della Archer School of Ballet;
- Clare Butler interpreta Esmé Halterlein;
- Araya Mengesha interpreta Tyler Stroyer, il fratello maggiore di Neveah;
- Ashley Coulson interpreta Gwen Resnik;
- Nicole Huff interpreta Paige Aquino;
- Alexander Eling interpreta Matteo Marchetti, l'interesse amoroso di Bette;
- Daniel Kash interpreta Sgt. Dan Lavery, il capo del Dipartimento di polizia di Chicago e capo di Isabel;
- Luke Humphrey interpreta Travis Quinn;
- Josh Pyman interpreta Dev Ranaweera, l'interesse amoroso di Shane.

## Produzione

### Sviluppo
il 6 agosto 2019, Netflix ha affidato la produzione di una serie tv di 10 episodi. La serie è stata creata da Michael MacLennan, il produttore esecutivo insieme a Kiliaen Van Rensselaer, Jordanna Fraiberg, Deborah Henderson, Gary Fleder, Gabrielle Neimand e Carrie Mudd. Felder ha anche creacreato il primo episodio della serie. Le società di produzione coinvolte nella serie sono Insurrection Media e Peacock Alley Entertainment, Inc. La serie è stata presentata per la prima volta il 14 dicembre 2020.

### Selezione del cast
Dopo l'annuncio della serie, Lauren Holly, Kylie Jefferson, Casimere Jollette, Daniela Norman, Brennan Clost, Michael Hsu Rosen, Damon J. Gillespie, Bayardo De Murguia, Barton Cowperthwaite, Tory Trowbridge e Jess Salgueiro sono stati scelti come personaggi principali della serie. Il 20 settembre 2019, Anna Maiche si è unita al cast principale. Il 9 dicembre 2020, è stato annunciato che una ballerina professionista, Emily Skubic, avrebbe fatto il suo debutto come ospite della serie.

### Riprese
Le riprese principali della serie sono iniziate il 6 agosto 2019 e sono terminate il 3 dicembre 2019 a Toronto, in Canada.